# Drake Bell
Jared Drake Bell (Santa Ana, Californië, 27 juni 1986) is een singer-songwriter en acteur uit de Verenigde Staten. Hij speelde Drake Parker in het televisieprogramma Drake & Josh. Zijn liedje I Found A Way is hier het intronummer van.
In 2021 pleitte Drake Bell schuldig aan poging tot kindermishandeling en het verspreiden van materiaal dat schadelijk is voor minderjarigen na een incident met een 15-jarig meisje in Cleveland, Ohio in 2017. Hij werd veroordeeld tot twee jaar voorwaardelijk.

## The Amanda Show
Bell heeft een paar rollen in The Amanda Show, een comedyshow met sketches genoemd naar Amanda Bynes. Bell speelt in onder meer de sketches Blockbister, Brady Brunch en Totally Kyle. Hij speelde in Zoey 101 een gastrol met zijn eigen band.

## Filmografie

### Film
| Jaar | Film                                      | Rol              |
| ---- | ----------------------------------------- | ---------------- |
| 1995 | Drifting School                           | Kenny Smith      |
| 1995 | The Neon Bible                            | David            |
| 1996 | Jerry Maguire                             | Jesse Remo       |
| 1999 | Dill Scallion                             | Eugene Bob       |
| 2000 | High Fidelity                             | Rob Jr.          |
| 2000 | Perfect Game                              | Bobby, Jr.       |
| 2005 | Yours, Mine and Ours                      | Dylan North      |
| 2006 | Drake & Josh Go Hollywood                 | Drake Parker     |
| 2007 | Drake & Josh: Really Big Shrimp           | Drake Parker     |
| 2008 | Superhero Movie                           | Rick Riker       |
| 2008 | College                                   | Kevin Brewer     |
| 2008 | Unstable Fables: Tortoise vs. Hare        | De zoon van Hare |
| 2008 | Merry Christmas, Drake & Josh             | Drake Parker     |
| 2011 | A Fairly Odd Movie: Grow Up Timmy Turner! | Timmy Turner     |
| 2012 | A Fairly Odd Christmas                    | Timmy Turner     |
| 2014 | A Fairly Odd Summer                       | Timmy Turner     |

### Televisie
| Jaar        | Film                                                  | Rol           |
| ----------- | ----------------------------------------------------- | ------------- |
| 1994        | Home Improvement                                      | Pete, Jr.     |
| 1997        | Gun                                                   | Brendan       |
| 1997        | The Pretender                                         | Shawn Boyd    |
| 1997        | The Drew Carey Show                                   | the Blues kid |
| 1998        | Seinfeld                                              | Frogger kid   |
| 1999        | The Amanda Show                                       | Zichzelf      |
| 1999        | Dragonworld: The Legend Continues                     | Johnny        |
| 1999        | The Jack Bull                                         | Cage Redding  |
| 2001        | Chasing Destiny                                       | Walter        |
| 2002        | Jeso's Life                                           | Zichzelf      |
| 2002        | The Nightmare Room                                    | Alex Sanders  |
| 2004 - 2007 | Drake & Josh                                          | Drake Parker  |
| 2005        | Zoey 101                                              | Zichzelf      |
| 2010        | iCarly (aflevering: Lijst van afleveringen van iCarly |               |
| 2012        | Victorious (aflevering: April Fools Blank)            | Zichzelf      |
| 2012        | Rags                                                  | shawn         |
| 2014        | Henry Danger                                          | Drake Parker  |

## Discografie

### Albums
| Jaar | Album          | Hoogste positie | Hoogste positie |
| Jaar | Album          | Billboard 200   | MEX             |
| ---- | -------------- | --------------- | --------------- |
| 2005 | Telegraph      | —               | —               |
| 2006 | It's Only Time | 81              | 1               |

### Singles
| Jaar | Single                                            | Hoogste positie | Hoogste positie | Hoogste positie | Album           |
| Jaar | Single                                            | US Hot 100      | US Pop 100      | US Digital      | Album           |
| ---- | ------------------------------------------------- | --------------- | --------------- | --------------- | --------------- |
| 2005 | "Found a Way"                                     | 14              | 10              | 9               | Telegraph       |
| 2006 | "I Know"                                          | 39              | 40              | 44              | It's Only Time  |
| 2007 | "Makes Me Happy"                                  | 103             | 67              | 45              | It's Only Time  |
| 2007 | "Leave It All to Me" (samen met Miranda Cosgrove) | 100             | 83              | —               | iCarly          |
| 2008 | "Superhero! Song" (samen met Sara Paxton)         | 3               | 6               | 1               | Superhero! Song |